# Celastrus gemmatus
Celastrus gemmatus är en benvedsväxtart som beskrevs av Ludwig Eduard Theodor Loesener. Celastrus gemmatus ingår i släktet Celastrus och familjen Celastraceae. Inga underarter finns listade.